# Coregonus baunti
Coregonus baunti és una espècie de peix de la família dels salmònids i de l'ordre dels salmoniformes que es troba a Rússia.